# Pornografia gay

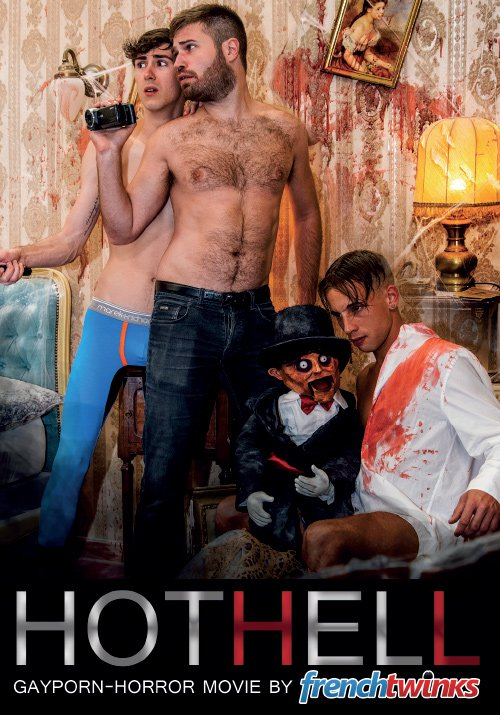
O cartaz do filme pornográfico HotHell de 2017.

Pornografia gay é todo ou qualquer conteúdo que apresente relações sexuais entre homens, tendo com objetivo principal a excitação sexual de sua audiência. Embora a pornografia, em sua maioria, tenha enfatizado o conteúdo voltado ao público heterossexual, existe uma longa história sobre a pornografia gay, que vem desde a Grécia Antiga, se não a pré-história.
Praticamente todos os dispositivos de armazenamento foram utilizados para guardar a representação do ato sexual entre homens. No mundo moderno, porém, a indústria pornográfica gay concentra seus produtos principalmente em Home video (VHS), DVDs, transmissão através de canais de televisão, vídeos sob demanda, além de imagens e filmes para a internet.
A arte e os artefatos homoeróticos têm uma longa história, que remonta à antiguidade grega. Com o tempo, todos os meios de gravação disponíveis também foram usados para retratar atos sexuais entre homens. No entanto, a pornografia gay na mídia contemporânea concentra-se principalmente na produção de fitas de vídeo (incluindo DVDs), transmissões a cabo e imagens ou filmes acessíveis na Internet .
A pornografia tem se tornado cada vez mais difundida, representando, a partir de 2009, uma indústria de mais de 13 bilhões de dólares nos Estados Unidos; no mesmo ano, globalmente, os consumidores gastaram mais de 3.000 dólares por segundo em pornografia. O mercado gay é estimado em cinco a dez por cento do mercado adulto total .

## História
O homoerotismo está presente na fotografia e no cinema desde a sua invenção. Durante a maior parte deste tempo, qualquer representação sexual teve que permanecer clandestina devido às leis de obscenidade. O material gay pode constituir prova de um ato ilegal sob as leis de sodomia em muitas jurisdições. Este já não é o caso nos Estados Unidos, uma vez que tais leis foram declaradas inconstitucionais pelo Supremo Tribunal em 2003.

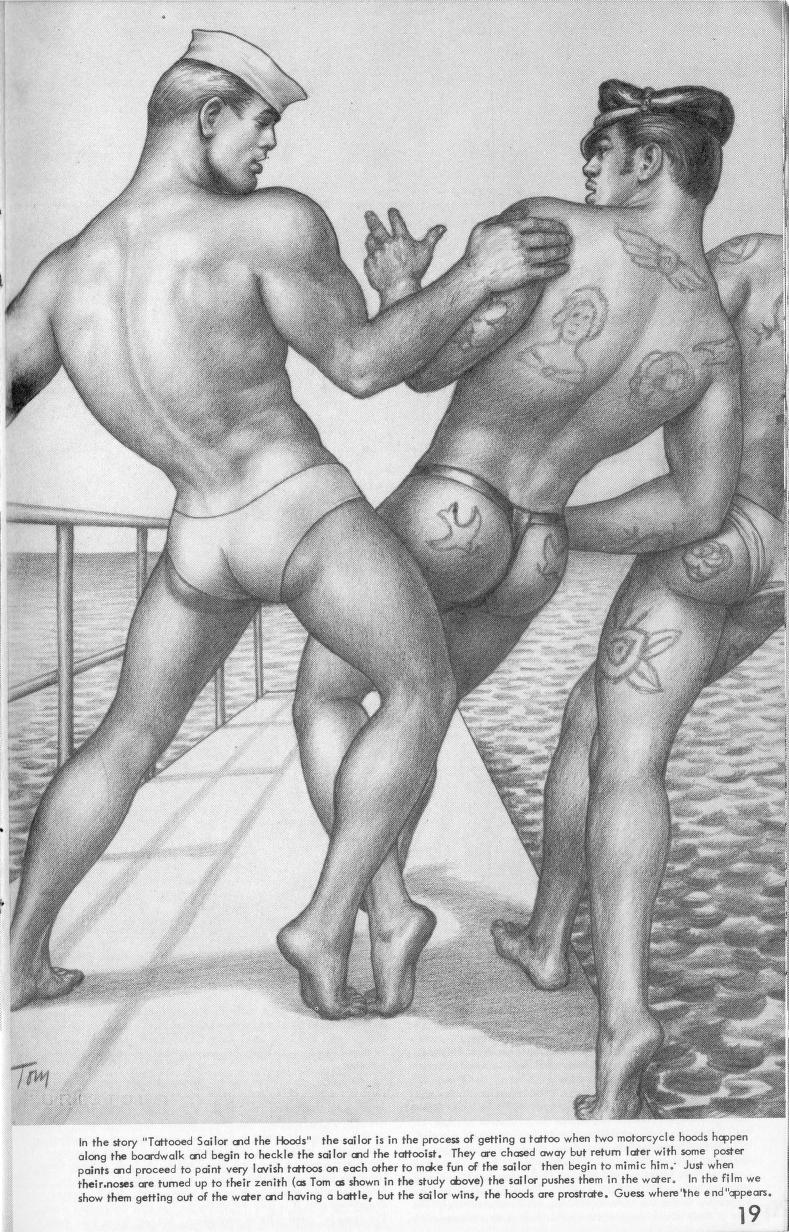
Ilustração pictórica de Tom of Finland, 1962.

No entanto, os filmes pornográficos hardcore foram produzidos relativamente cedo na história do cinema. O primeiro filme pornográfico conhecido parece ter sido feito na Europa em 1908. O primeiro filme conhecido retratando a atividade sexual gay (e bissexual) foi o filme francês Le ménage moderne du Madame Butterfly, produzido e lançado em 1920 . A maioria dos historiadores considera o primeiro filme hardcore americano a ser A Free Ride, produzido e lançado em 1915. No entanto, nos Estados Unidos, a atividade sexual homossexual hardcore não chegou ao cinema até 1929 com The Surprise of a Knight. Outros exemplos americanos incluem A Stiff Game do início da década de 1930, que apresenta atos homossexuais inter-raciais como parte de sua trama, e Three Comrades (década de 1950), que apresenta exclusivamente atividades homossexuais.
As restrições legais tornaram a pornografia gay antiga clandestina, comercialmente disponível através de imagens de homens totalmente despidos ou usando calcinhas fio dental. A pornografia nas décadas de 1940 e 1950 concentrava-se em homens atléticos ou fisiculturistas em poses esculturais . Eles eram geralmente jovens, musculosos e com poucos pelos no corpo. Essas imagens eram vendidas em revistas de fitness, também conhecidas como beefcake, permitindo ao leitor fingir ser um fã de esportes .
O Athletic Model Guild (AMG), fundado pelo fotógrafo Bob Mizer em 1945 em Los Angeles, foi indiscutivelmente o primeiro estúdio a produzir comercialmente material voltado para homens gays. Em 1951 publicou a primeira revista gay conhecida, Physique Pictorial. Os desenhos de Tom of Finland são apresentados em muitas das edições. Mizer produziu aproximadamente um milhão de imagens e milhares de filmes e vídeos antes de morrer em 12 de maio de 1992. No final dos anos 1960 e início dos anos 1970, o advento das câmeras de filme de 16 mm permitiu aos fotógrafos produzir filmes clandestinos sobre sexo gay e masturbação masculina, ou ambos. A venda destes produtos era feita por correio ou através de canais mais discretos. Os primeiros pornógrafos gays viajaram pelo país e venderam suas fotos e filmes em quartos de hotel, anunciando-se apenas através de boatos e anúncios em revistas .

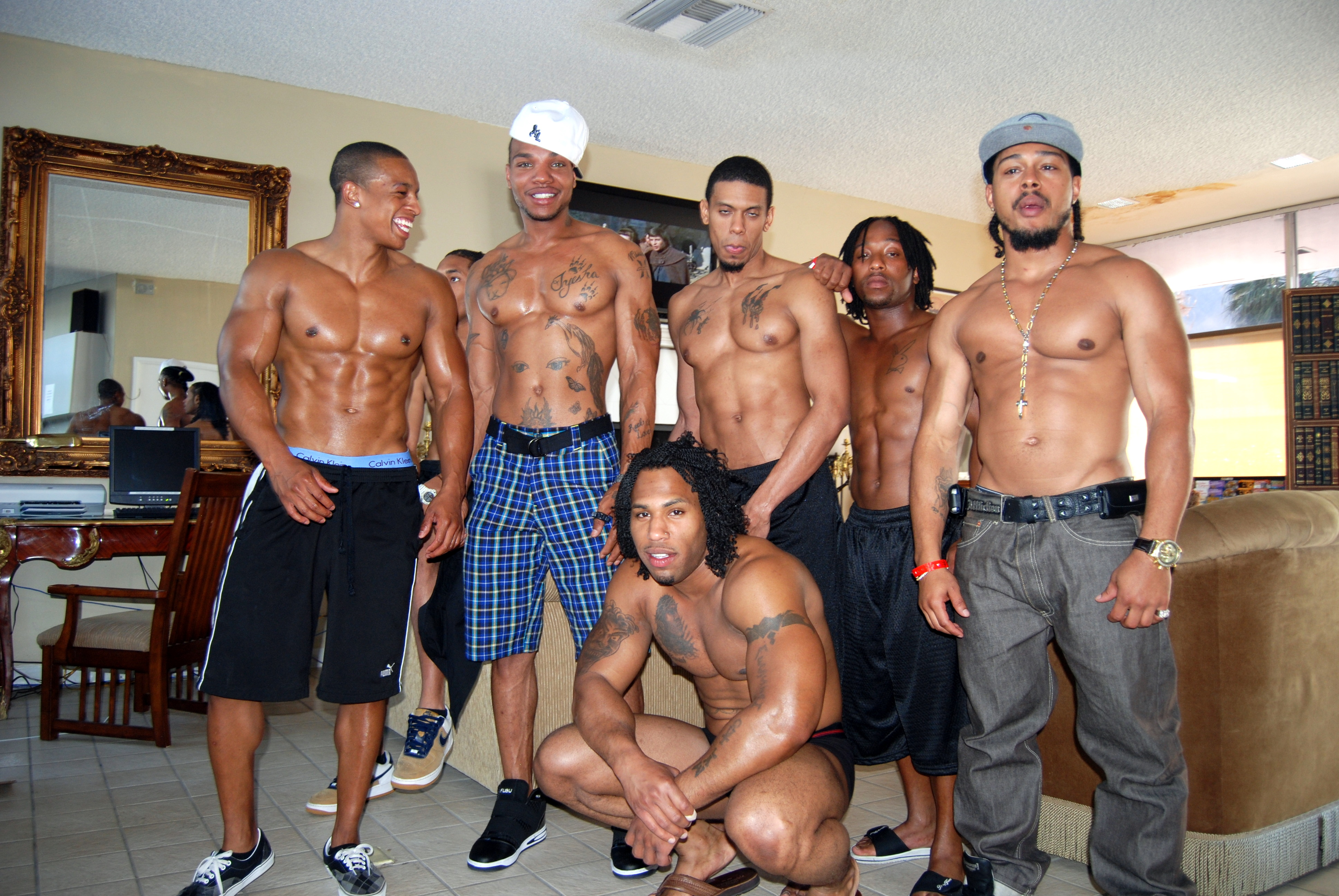
Atores vencedores da Blatino Erotica Awards, das etnias afro e latino-americanas.

A década de 1960 foi uma época em que muitos diretores de filmes de arte underground integraram conteúdo sugestivo gay em seus trabalhos. Scorpio Rising (1963), de Kenneth Anger , Blow Job (1963) e My Hustler (1965), de Andy Warhol, ou Flesh (1968), de Paul Morrissey, são exemplos de filmes experimentais que influenciaram filmes pornográficos gays posteriores por suas qualidades narrativas. Também digno de nota é Joe Dallesandro, que estrelou filmes pornôs gays por volta dos 20 anos. Posou nu para Francesco Scavullo, Bruce de LA e Bob Mizer, e mais tarde atuou para Warhol em filmes como Flesh . Em 1969, a Time o nomeou uma das pessoas mais bonitas da década de 1960, e em abril de 1971 ele apareceu na capa da revista Rolling Stone. Dallesandro também apareceu na capa do álbum de estreia dos The Smiths, The Smiths .
Entre 1970 e 1985, a pornografia gay comercial estava apenas se preparando para se tornar a grande indústria que é hoje. Por estar apenas começando, ele recrutou atores da única rede à qual tinha acesso: a comunidade gay. Mesmo entre os membros da comunidade gay, era difícil encontrar pessoas dispostas a estrelar pornografia gay devido ao estigma social e ao risco real de exibição pública .
Os filmes gays da década de 1970 exploraram novas formas de retratar o ato sexual. Em contrapartida, na década de 1980, todos os filmes pareciam ser feitos de acordo com um conjunto não escrito de regras e convenções. A maioria das cenas começava com algumas linhas de diálogo, e os atores faziam preliminares (felação), seguidas de penetração anal, e terminavam com um close-up dos pênis ejaculando, chamado de money shot ou cum shot. A tecnologia de vídeo permitiu a gravação de cenas mais longas. Muitas vezes eram compostos de sequências estendidas do mesmo ato, filmadas de diferentes ângulos usando múltiplas câmeras. A qualidade da imagem e do som geralmente era muito ruim.

## Twinks
É uma expressão da língua inglesa, originalmente proveniente do jargão LGBT, usada para descrever adolescentes ou jovens do sexo masculino, ou adultos com aparência física igualmente jovem ou pueril, caracterizados geralmente por um corpo magro ou atlético e "liso", sem pelos nem marcas de expressão ou de idade. Existe toda uma indústria de pornografia "twink", focada nesse estereótipo físico .
No que diz respeito ao termo, a epistemologia de Susan Driver descobre que é "um jovem branco e masculinidade performada que pode ser fetichizada, consumida... claramente codificada em termos de raça e idade: branco, jovem", estabelecendo assim a intersecção para a qual raça e idade se unem para criar uma denominação hiper-sexualizada, frequentemente associada a atos sexuais e à indústria pornográfica .
Freqüentemente, os jovens são barbeados para enfatizar uma aparência jovem e fresca . Eles geralmente têm cerca de 20 anos e são magros, geralmente com uma aparência de menino . Alguns usam o termo para se referir àqueles de natureza geralmente efeminada, embora isso não seja universal. O termo tem sido usado por ursos e outros gays de maneira depreciativa e pejorativa . Em alguns casos, é um termo descritivo neutro e pode ser contrastado com urso . O termo é frequentemente modificado por vários descritores, por exemplo, femme twink, Euro twink e muscle twink .

## Bears

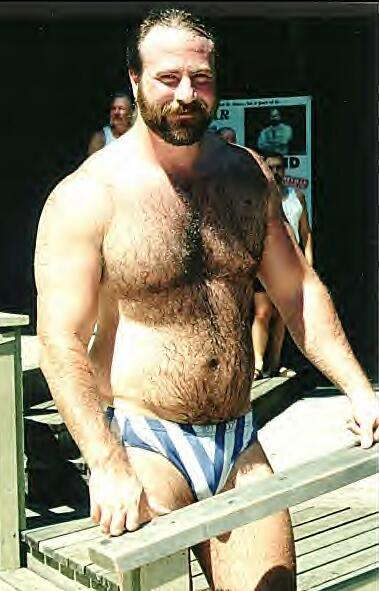
O ator Jack Radcliffe é um ícone da comunidade bear.

O conceito de urso é tipicamente atribuído a homens com corpo peludo e barba. Alguns projetam uma imagem masculina de aparência bruta, porém nada disso é requisito ou indicadores únicos. Um urso funciona como uma identidade, uma inscrição e até um estilo de vida, e ainda existem debates nas comunidades ursinas sobre o que constitui um urso. Há ainda aceitação maior de tatuagens e piercing nas comunidades ursinas, entretanto, a questão principal da comunidade ursina reside na aceitação corporal em oposição aos ideais de beleza (homens magros e sem pelos) difundidos pela comunidade gay mainstream que incorporou em vários aspectos os ideais da cultura heteronormativa .
Não é coincidência que ursos são normalmente muito semelhantes à aparência do ideal do norte-americano de lenhador. Lenhadores frequentemente encontram ursos e os dois sempre foram associados entre si. Um conflito romântico das imagens do urso e do lenhador fornece seu recurso metafórico. Lenhadores foram romantizados na cultura gay muito antes da chegada do conceito de Urso, e o conceito de Urso mantém fortes os traços desse ideal mais antigo. Os homens gay recorrem ao lenhador ao seu nível estético, mas também pela razão de sua homossocialidade. Por serem uma classe operária, e por seu isolamento da sociedade urbana (e, consequentemente, da cultura gay principal) despertou uma fantasia de segredo e libertação, com uma definição norte-americana bucólica e rural 
A comunidade gay de Ursos constitui um nicho especial de mercado comercial. Oferece camisetas e outros acessórios assim como calendários e filmes pornô e revistas destacando ícones Ursos como, por exemplo, Jack Radcliffe .